# Dolmen du Moulin des Oies
Der Dolmen du Moulin des Oies (auch Boccénic Vras genannt – deutsch Gänsemühle) liegt an der „Rue du Moulin des Oies“ nordwestlich von Belz bei Auray im Département Morbihan in der Bretagne in Frankreich. Dolmen ist in Frankreich der Oberbegriff für Megalithanlagen aller Art (siehe: Französische Nomenklatur).
Der Rest eines nach Osten orientierten Gangdolmen (französisch Dolmen à couloir) aus Granit, mit einer runden Kammer von etwa 4,5 m Durchmesser liegt am Ufer des Flusses Etel, 400 m westlich von Kerhuen. Er hat keine Deckplatten und wurde im Jahre 1931 restauriert. Einige Tragsteine des Ganges und Reste des Cairns sind vorhanden.
In der Nähe liegen die Dolmen von Kerhuen, der Dolmen von Kerlutu und die Dolmen von Mané Rhun, Kergallan, Kerguerhan oder Er-Roc'h und Kerbrevost.